# Cynthia Cosima

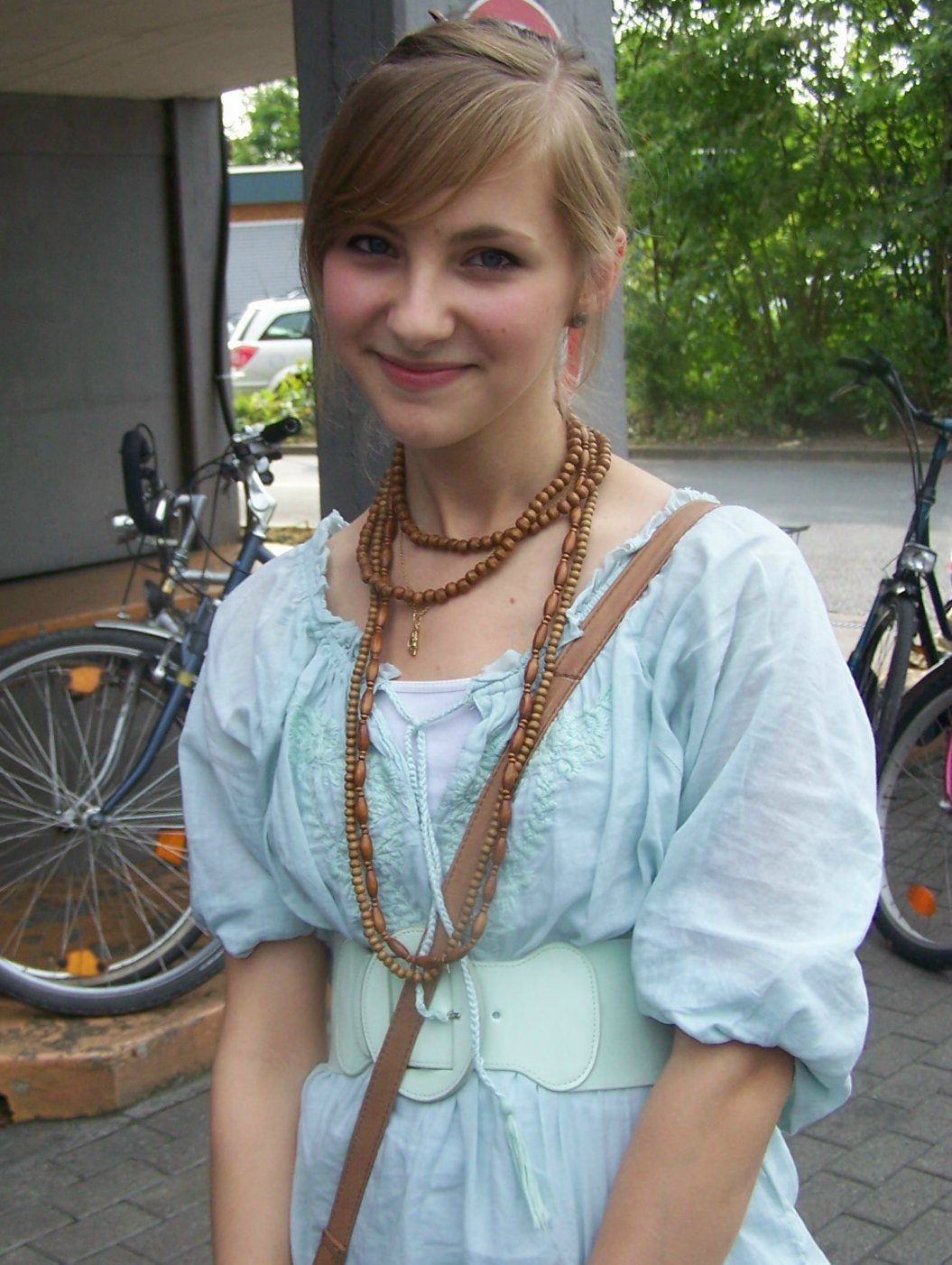
Cynthia Cosima (2009)

Cynthia Cosima Erhardt (* 29. Januar 1995 in Köln) ist eine deutsche Schauspielerin.

## Leben
Parallel zur Schule nahm Cosima seit 2005 Unterricht an der Schauspielschule TASK. Darüber hinaus sammelte sie Bühnenerfahrung als Balletttänzerin. Bekannt wurde Cosima durch die Rolle der Caroline Stadler in der ARD-Serie Lindenstraße. Sie spielte diese Rolle von Folge 1188, die erstmals im September 2008 ausgestrahlt wurde, bis zur Folge 1418 vom 17. Februar 2013.
Von 2014 bis 2018 studierte Cosima Schauspiel an der Folkwang Hochschule für Bildende Künste in Essen. Unter anderem spielte sie in dieser Zeit Gräfin Orsina in Emilia Galotti, Kriemhild aus Die Nibelungen und Beatrice in Viel Lärm um Nichts.
2016 trat Cosima ein Gastengagement am Schauspielhaus Bochum an. Dort war sie in dem Stück Homo Empathicus in der Rolle der Eva zu sehen. 2017 spielte sie im Rahmen eines Gastengagements am Schauspiel Essen in dem Stück Dämonen (nach Fjodor Dostojewski) die Rolle der Lisaweta Nikolajewna. 2018 gewann das Stück Bonnie & Clyde, das Cosima mit Linus Schütz erarbeitete, den Folkwang-Preis.
Seit der Spielzeit 2018/19 ist Cosima festes Ensemblemitglied am Neuen Theater in Halle (Saale). Sie hat zwei Geschwister.

## Filmografie (Auswahl)
- 2008–2013: Lindenstraße (Fernsehserie, 93 Folgen)
- 2011: Eine dunkle Begierde
- 2018: The Horror (Miniserie)
- 2019: Findher (Fernsehserie)
- 2023: Paradise